# ピカピカナース物語2
『ピカピカナース物語2』（ピカピカナースものがたり2）は、日本コロムビアより2012年11月22日に発売されたニンテンドー3DS用ゲームソフト。ピカピカナース物語シリーズの第3作。

## 登場人物
主人公
新人ナース。キャラクターメイク可能。
シンヤ先生

ソラ

アキラ先生

ハルコ

ピエール

ユウミ

ユウジ

チナツ

ショータ

アキエ

アオイ

アンナ

カンナ

町長